# Casa Pilar Cabré
Casa Pilar Cabré és una obra del municipi de la Garriga (Vallès Oriental) inclosa en l'Inventari del Patrimoni Arquitectònic de Catalunya.

## Descripció
Edifici civil destinat a habitatges. Consta de planta baixa i dos pisos. Assentat damunt un sòcol de maçoneria ordinària. La coberta és de teula àrab. Les llindes de les obertures de la planta pis són escalonades. L'edifici fa cantonada. A la planta pis de la façana que dona al carrer Banys hi ha una gran balconada amb una barana de ferro fuetejat reproduint motius geomètrics florals.

## Història
És la primera obra destinada a habitatges que Raspall va fer a la Garriga.